# Thalheim bei Wels
Thalheim bei Wels ist eine Marktgemeinde im Traunviertel in Oberösterreich im Bezirk Wels-Land mit 5559 Einwohnern (Stand 1. Jänner 2025).

## Geografie
Thalheim bei Wels liegt am rechten Ufer der Traun im Traunviertel, gegenüber der durchwegs linksufrig und auf einer Schotterfläche gelegenen Stadt Wels (Seehöhe Stadtpfarrkirche am Stadtplatz 314 m). Die Höhenangabe 369 m ü. A. bezieht sich wohl auf die katholische Pfarrkirche auf einem Hügel zwischen alter und neuer ("Osttangente") Routenführung der Pyhrnpass Straße. Ein altes Ortszentrum (Aigen) liegt tiefer, auf etwa 350 m Höhe an der hochwassersicheren Straße aus der Römerzeit, über die die alte Pyhrnstraße bis etwa 1974 von der Aigener Kirche bis zum Schloss Aigenegg und dem Tal des Thalbachs führte.
Die Ausdehnung beträgt von Nord nach Süd 5,2 km, von West nach Ost 5,9 km. Die Gesamtfläche beträgt 16,4 km². 11,6 % sind bewaldet, 69,5 % sind landwirtschaftlich genutzt.
Das moderne Ortszentrum liegt nahe dem rechten Traunufer auf rund 320 m Höhe. Diese Höhenstufe ist am West- und Nordostende des Gemeindegebiets sehr schmal und weitet sich nur nahe dem Ortszentrum um den Bach und an der Osttangente (am Thalbach) auf bis zu 300 m auf. Die antike Römerstraße (parallel zur Traun) verlief oberhalb von Sumpf und Überschwemmungsgefahr am Hang des Reinbergs, später dichtbebautes Teilstück der hier sehr engen ehemaligen Pyhrn-Bundesstraße, etwa am Schloss, an dem die Bruckhofstraße abzweigt. Sowohl der südwestlich gelegenen Reinberg hinauf bis zum Bruckhof und eine Zone der dahinter anschließenden Schotterterrasse wurde ab etwa 1960 bis heute besiedelt als auch der Kirchberg im Südosten, von dessen Kirche wohl die Höhenkote 369 m stammt.
Die bewaldete, stark abfallende Höhenstufe am Westteil des Reinbergs war noch bis 1990 Standort mehrerer hydraulischer Widder. Auf halber Hanghöhe austretende Quellen wurden gefasst und jeweils in einer frostfest verlegten Druckleitung zum tieferliegenden Widder geleitet, der mit nachts weithin hörbarem „Klack“ im Sekundentakt oder langsamer stoßweise eine kleine Menge des Wassers an die obere Hangkante zur Versorgung von Bauernhöfen lieferte, an deren Plätzen das Grundwasser im Schotter besonders tief lag.

### Gemeindegliederung
Das Gemeindegebiet umfasst folgende sechs Ortschaften (in Klammern Einwohnerzahl Stand 1. Jänner 2025):
- Bergerndorf (138)
- Edtholz (131)
- Ottstorf (442)
- Schauersberg (255)
- Thalheim bei Wels (4548)
- Unterschauersberg (45)

Die Gemeinde besteht aus den Katastralgemeinden Aschet, Ottsdorf und Thalheim.
Die Gemeinde gehört zum Gerichtsbezirk Wels.

### Nachbargemeinden
|           | Wels                                        |             |
| Steinhaus | Kompassrose, die auf Nachbargemeinden zeigt | Schleißheim |
|           | Sipbachzell                                 |             |

## Geschichte
Die Löss-Schichten einer Lehmgrube bei Aschet dokumentieren eingehend die Klimaentwicklung während der Eiszeiten und wurden wissenschaftlich untersucht.
Der Ortsname legt eine Gründung im Rahmen der fränkischen Landnahme nahe. Danach war das Gemeindegebiet Teil des Herzogtums Bayern und 12. Jahrhundert dem Herzogtum Österreich zugehörig. Die Ersterwähnung erfolgte im Jahre 927 („Thalham“). Seit 1490 wird er dem Herzogtum Österreich ob der Enns zugerechnet.
Während der Napoleonischen Kriege war der Ort mehrfach besetzt.
Nach dem Anschluss Österreichs an das Deutsche Reich am 13. März 1938 gehörte der Ort zum Gau Oberdonau.

### Einwohnerentwicklung
1991 hatte die Gemeinde laut Volkszählung 4525 Einwohner, 2001 wurde bei der durchgeführten Volkszählung eine Einwohnerzahl von 4958 Einwohnern ermittelt.

## Kultur und Sehenswürdigkeiten

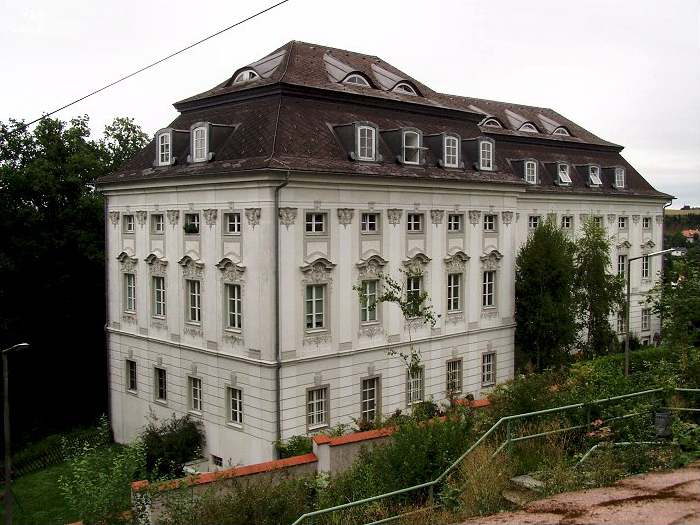
Schloss Traunegg

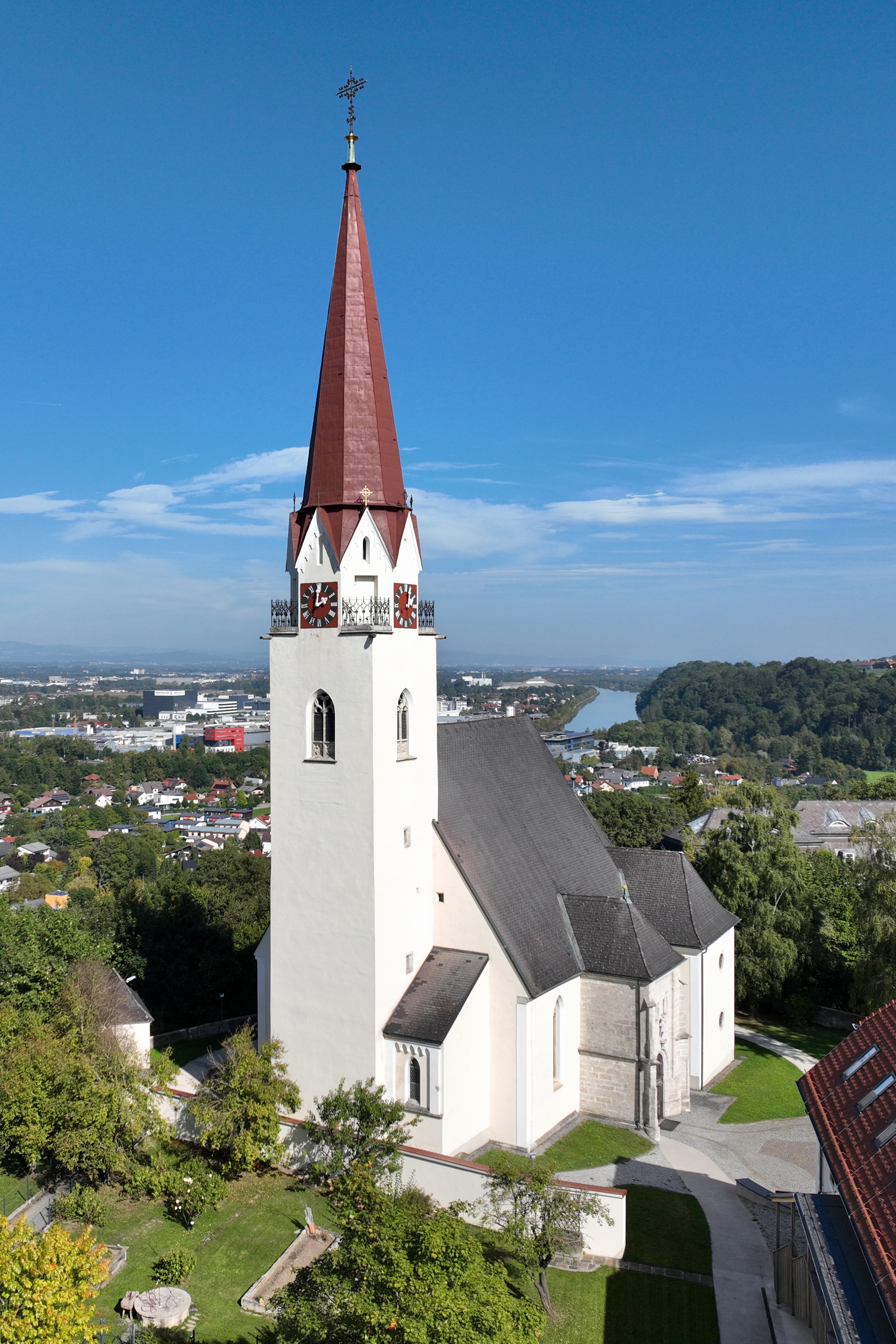
Pfarrkirche Thalheim bei Wels

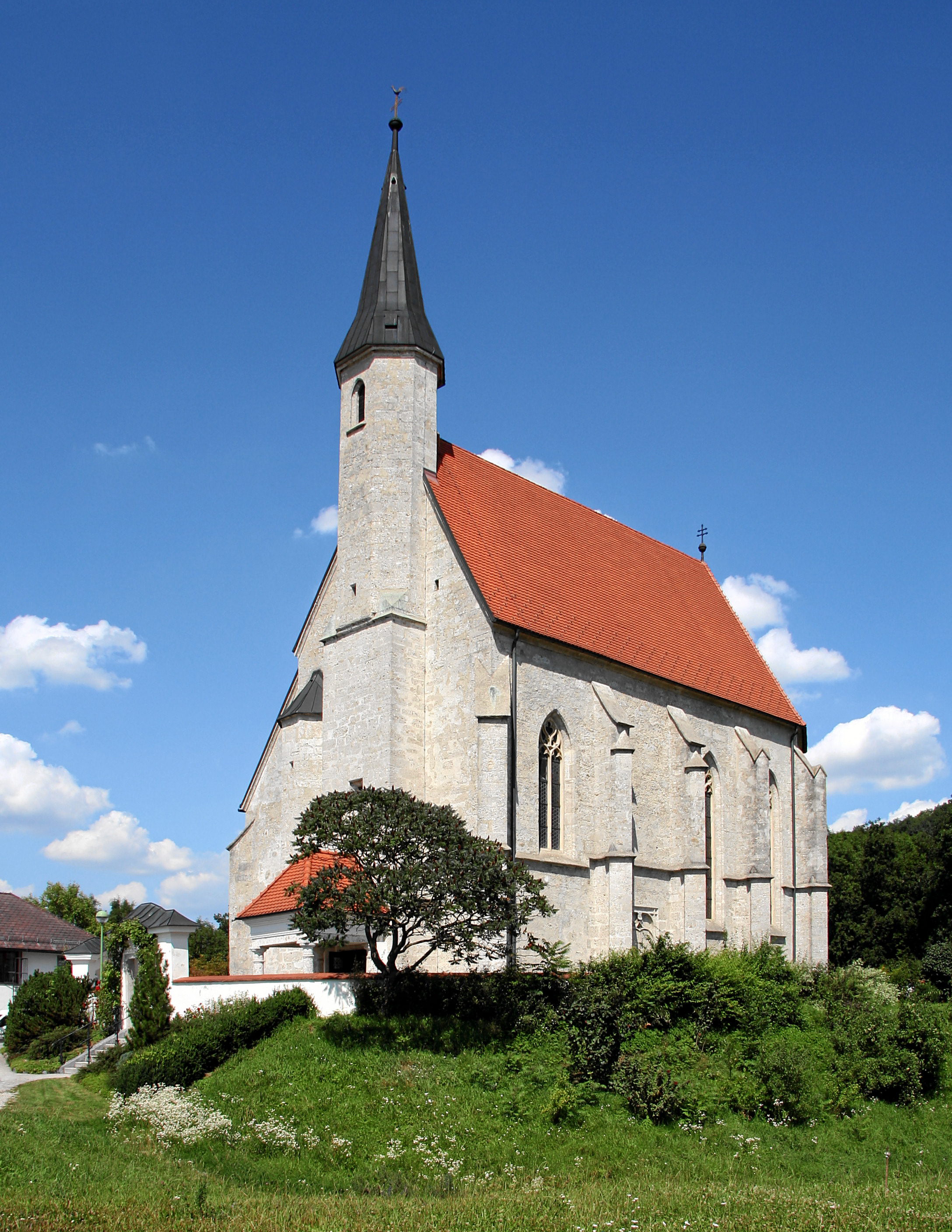
Wallfahrtskirche Maria Schauersberg

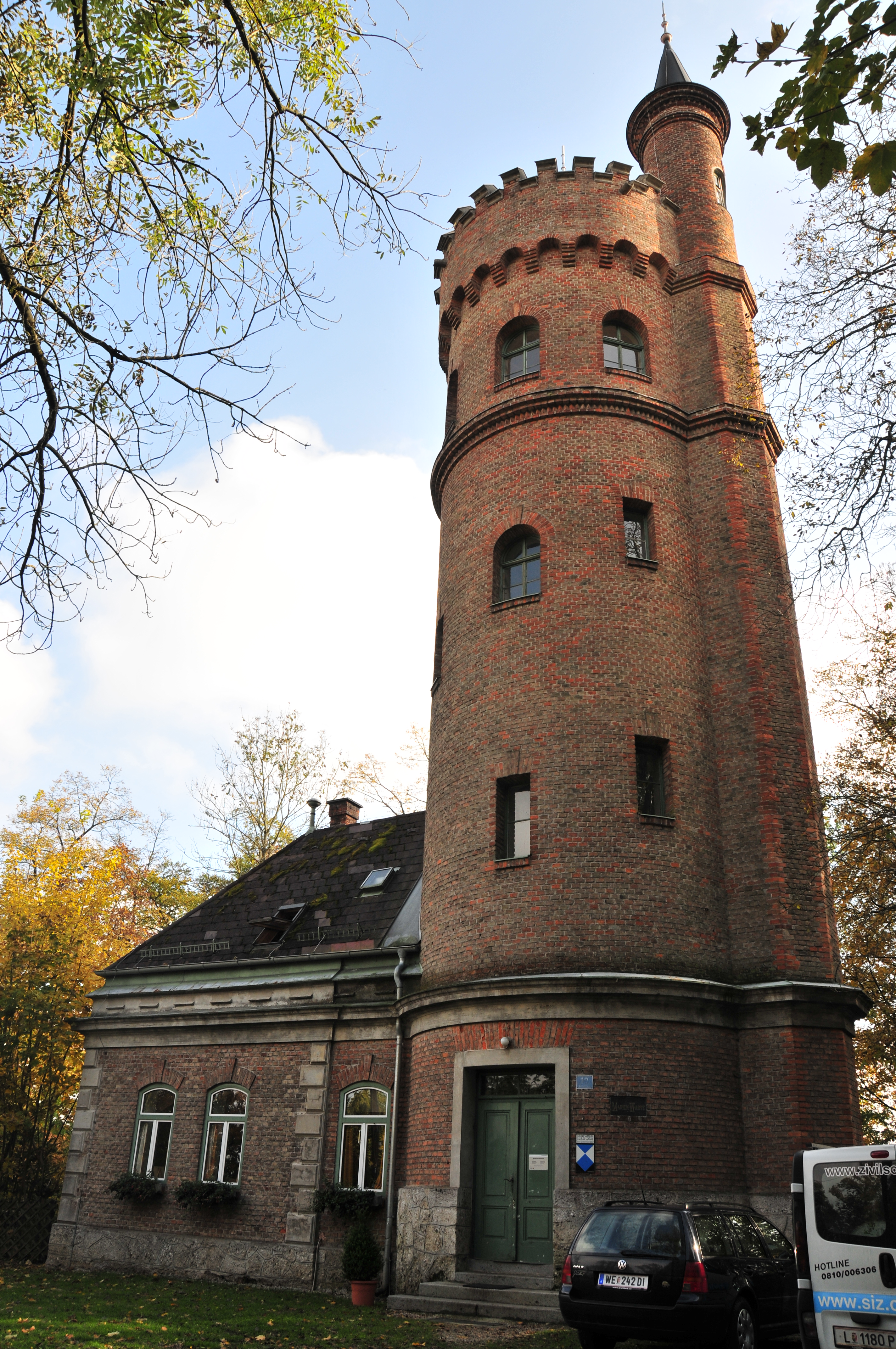
Marienwarte

- Schloss Traunegg: Das Schloss wurde als Hof zu Thalheim erstmals im Jahr 1283 urkundlich erwähnt. 1577 wurde der Bauernhof zum heutigen Schloss umgebaut. Heute beherbergt das Schloss private Wohnungen.
- Schloss Ottsdorf
- Schloss Aigenegg
- Katholische Pfarrkirche Thalheim bei Wels hl. Stephanus: Die spätgotische dreischiffige Staffel-Hallenkirche wurde 1070 vom Passauer Bischof Altmann eingeweiht. Bemerkenswert ist der Hochaltar aus Carrara-Marmor aus dem Jahr 1897. Über dem Südtor in einer Nische befindet sich eine spätbarocke Statue des hl. Christophorus. An der Außenseite der Kirche befindet sich die Gruft der Familie Franckenstein.
- Wallfahrtskirche Maria Schauersberg: Eine weitere Sehenswürdigkeit ist die Wallfahrtskirche Maria Schauersberg in Schauersberg. Nach einer Sage wurde die Kirche aufgrund einer wundersamen Heilung, welche den Grafen Sigmund von Pollheim von der Gicht befreite, errichtet. Die spätgotische Wallfahrtskirche wurde um 1490 eingeweiht. Der Hochaltar mit überlebensgroßen Altarfiguren des Passauer Bildhauers Johann Seitz wurde 1665 errichtet. Mit den Tischlerarbeiten wurde „Maister Simon Hadinger, Tischler zu Cremsminster“ betraut. 1777 wurde das Gnadenbild vom rechten Seitenaltar auf den Hochaltar übertragen. Die spätgotische Madonna (ca. 1470–1480) bekam im Josephinismus eine Holzummantelung. Die gekrönte Marienstatue ist von Strahlen umgeben und steht auf einem Halbmond. Das nackte Jesukind segnet mit der rechten Hand den Betrachter.
- Filialkirche St. Ägydi in Aigen: Die Sankt-Ägydi-Kirche ist von der alten Traunbrücke her weithin sichtbar. Die gotische Kirche ist dem hl. Aigidios geweiht und wurde am 11. April 1189 ihrer Bestimmung übergeben. Sie war früher ein beliebter Andachtsort und viele vorbeifahrende Kaufleute verewigten sich in der Kirche (nahe der Sakristeitüre innen). Sie enthält Statuen der hll. Lambert, Isidor und Rochus und an der Südwand eine Statue des hl. Sebastian. An der nördlichen Außenwand befindet sich eine St. Christophorus-Figur.
- Marienwarte: Über die Fußweg-Serpentinen der „Reinberganlage“, dem bewaldeten Park am schattigen Hang ist der Aussichtsturm Marienwarte auf dem Reinberg aus dem späten 19. Jahrhundert von der alten Traunbrücke her erreichbar. Von der Aussichtsplattform des 23 Meter hohen Turmes bietet sich eine Rundumsicht auf den Ort und die Stadt Wels sowie in die Alpen im Süden und Richtung Norden ins Mühlviertel. Alternativ führen auch zwei Wege von der Bruckhofstraße sowie dem Bruckhof oben am Plateau zur Warte.
- Museum Angerlehner: Das von Heinz Josef Angerlehner gegründete und privat geführte Museum wurde im September 2013 vom Bundespräsidenten Heinz Fischer eröffnet. Das Museum beherbergt die private Kunstsammlung von Heinz Josef Angerlehner, die er in über 40 Jahren mit zeitgenössischer Kunst aufgebaut hat. Der Schwerpunkt der umfangreichen Sammlung liegt auf Malerei ab 1950, ergänzt durch Zeichnungen, Fotografien und Skulpturen. In wechselnden Ausstellungen zeigt das Museum Angerlehner seine umfangreiche Sammlung im Dialog mit Sonderpräsentationen. Die Werke werden im schwarz-weiß gehaltenen Museum gezeigt, das sich von außen mit einer schwarz changierenden Metallfassade präsentiert. Die Ausstellungshalle mit 1.200 m² gehört zu den größten säulenfreien Ausstellungsräumen in Österreich und steht neben anderen Räumlichkeiten auch als Eventlocation zur Verfügung. Ebenfalls 2013 eröffnete auch der 90 m lange Angerlehner-Steg über die Traun und bietet Fußgängern und Radfahrern seither eine neue Querungsmöglichkeit von Wels nach Thalheim ins Museum. Die LED-Beleuchtung im Brückengeländer wurde von der Künstlerin Waltraut Cooper entworfen.

## Wirtschaft und Infrastruktur

### Unternehmen
- KS Palettenservice GmbH
- ALCE Anlagentechnik Ges.m.b.H.
- RICO Elastomere Projecting GmbH: Silikonverarbeitung
- ECM – Bergauer GmbH

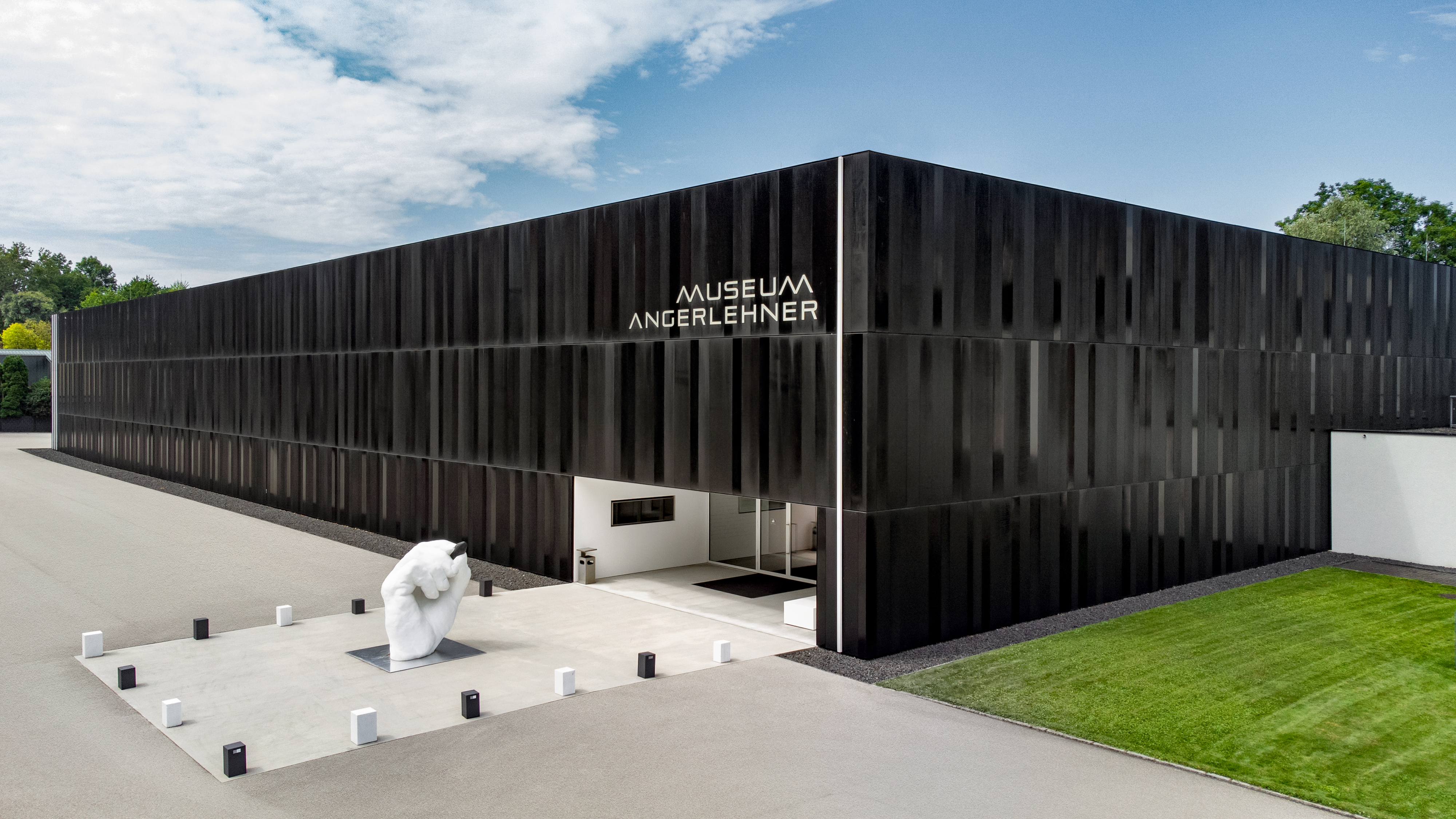
Museum Angerlehner ©Monika Löff

- Museum Angerlehner ©Monika LöffEska Handschuhfabrik (früher Eska&Dutka, SK)
- Fronius: Schweißgeräte, Umrichter, Ladegeräte
- AHZ Components Produktions GmbH: Blechbearbeitung, Schweißkonstruktionen
- TechnikArt: Ton- und Lichtanlagen
- Banner Batterien The Power Company

### Verkehr
- Straße: Schon zur Römerzeit lief eine Straße parallel zur Traun am Reinberghang, durch das etwa 20 m über der Traun liegende alte Ortszentrum. Dieses als Nadelöhr mit Steigungsstücken passierte bis um 1980 von der alten Traunbrücke kommend die relativ stark befahrene Pyhrnpass Bundesstraße B138 (Wels – Sattledt (A1) – Pyhrnpass – Liezen), die sich im heutigen Straßenzug Aigenstraße (1,5 km entlang dem Aigenbach) – Seestraße – Kremsmüllerstraße fortsetzte. 1 bis 2 km östlich dieser Achse, genau dem Geländeeinschnitt des 5 km langen Thalbachs folgend und weiter bis Steinhaus durchs Grüne wurde um 1980 die komfortable neue Route „Osttangente“ gelegt, etwas östlich der Zentren von Wels und Thalheim. Nur in der Traunniederung verläuft diese ampelgeregelt, vierspurig und mit baulich getrennten Richtungsfahrbahnen durch Thalheim. Deren „neue Traunbrücke“ weist oberwasserseitig einen nachträglich angepassten Geh- und Radweg auf. Etwa Ende der 1990er Jahre wurden auf der „alten Traunbrücke“ (genietete Eisenbogenkonstruktion aus 1901 mit sehr schmaler zweispuriger Fahrbahn und bis um 1990 linksufrigem eisernen Pegelhäuschen) die außerhalb der Bögen liegenden Gehwege zu Radgehwegen verbreitert. Bis um 1990 stand am linken Brückenkopf unterwasserseitig außerhalb des Gehweggeländers ein eisernes Pegelhäuschen, bei dem Passanten per Knopfdruck die Aufzeichnungsrolle beleuchten und so durch ein Fenster den Wasserstand ablesen konnten. Seit dem Bau des Traunkraftwerk Marchtrenk 1977 reicht der Stau bis etwas oberhalb dieser Brücke und schwankt der Pegel kaum mehr. Die Landschaftskerbe des Aiterbachtals westlich von Thalheim wurde etwa 2002 mit der „Westspange“ (Pyhrnautobahn A9) verbaut. Mit Grünbrücken für Landschaftsbild und Tierwanderung. Die Innkreisautobahn A8 ist östlich durch die Welser Autobahn A25 zur Westautobahn A1 fortgesetzt, sodass Wels und Thalheim innerhalb eines Autobahndreiecks mit 15 km Seitenlänge liegen. Unter wesentlicher Kostenbeteiligung der Trodat-Stempel-Firma Just sowie weiterer Sponsoren entstand etwa 2005 ein markant gekurvter Steg für Fuß- und Radverkehr vom „unteren“ Ortszentrum von Thalheim (Raiffeisenstraße, Aigenbach) über die Traun nach Wels. Gut 400 m oberhalb der alten Straßenbrücke verläuft die 1892 gebaute Eisenbahnbrücke der Almtalbahn von Grünau durch das Welser Messegelände zum Hauptbahnhof und ist oberwasserseitig auch offen für Fußverkehr. Nochmals fast 400 m oberhalb führt seit etwa 2010 der privat finanzierte Angerlehner-Steg für Fuß und Rad vom Museum Angerlehner hinüber zum Welser Schwimmbad Welldorado. Ehemals verliefen hier Treppelwege an beiden Ufern der Traun, die hier in verschiedenen Funktionen noch großteils erhalten sind. Am oberhalb gelegenen Kraftwerk Traunleiten, kann der Fluss auch zu Fuß nicht überquert werden. Es wird 2018/2019 stark umgebaut.

- Eisenbahn: Die Almtalbahn von Wels nach Grünau im Almtal über Sattledt berührt das westliche Thalheimer Gemeindegebiet. Die Haltestelle Aschet, die 1989 aufgelassen wurde, befand sich unmittelbar vor dem Ziegelwerk Würzburger. Als Ersatz für die wenig frequentierte Haltestelle wurde 1991 die Haltestelle Schauersberg nahe der Gemeindegrenze zu Steinhaus bei Wels eröffnet. Diese Haltestelle liegt günstig zu den Ortsteilen Schauersberg und Unterschauersberg.

- Bus: Die Linie Wels Buslinien schließen mit der Stadtlinie Linie 15 werktags und Samstag bis mittags auch Thalheim an.[4] Andere Buslinien des OÖ Verkehrsverbundes durchfahren Thalheim, so etwa die Linie 455 Rohr-Sattledt-Thalheim-Wels von Wilhelm Welser Verkehrsbetriebe Traun (WWT).[5]

Der Fluss Traun
Die Traun diente früh zum Flößen von Holz und Salz. Oberhalb von Thalheim liegt das alte Kraftwerk Traunleiten. Das Marchtrenker Kraftwerk (unterhalb) staut ab etwa 1980 die Traun bis hinauf bis zur Eisenbahnbrücke. Mit der Eindüsung von Luftsauerstoff um 1990 in den Stau versuchte man die Geruchsbildung durch Fäulnisbakterien zu vermeiden. Erst mit der Verringerung der Abwasserbelastung durch die oberhalb liegenden Papierfabriken verbesserte sich die Situation. Der Staubereich wurde mit Schlitzwänden zum Grundwasser hin abgedichtet, linksufrig (und damit durch Wels) an der Traun eine Radroute entwickelt.

## Politik

### Gemeinderat
Der Gemeinderat hat 31 Mitglieder.
- Mit den Gemeinderats- und Bürgermeisterwahlen in Oberösterreich 2003 hatte der Gemeinderat folgende Verteilung: 12 ÖVP, 12 SPÖ, 4 GRÜNE und 3 FPÖ.
- Mit den Gemeinderats- und Bürgermeisterwahlen in Oberösterreich 2009 hatte der Gemeinderat folgende Verteilung: 15 ÖVP, 7 SPÖ, 4 GRÜNE, 4 FPÖ und 1 BZÖ.
- Mit den Gemeinderats- und Bürgermeisterwahlen in Oberösterreich 2015 hatte der Gemeinderat folgende Verteilung: 16 ÖVP, 7 FPÖ, 4 GRÜNE und 4 SPÖ.
- Mit den Gemeinderats- und Bürgermeisterwahlen in Oberösterreich 2021 hat der Gemeinderat folgende Verteilung: 15 ÖVP, 6 GRÜNE, 5 FPÖ und 5 SPÖ.[6][7]

### Bürgermeister
- bis 2007 Gerhard Edlinger (SPÖ)
- seit 2007 Andreas Stockinger (ÖVP)[8]

### Wappen
Offizielle Beschreibung des 1982 verliehenen Gemeindewappens: Von Grün und Blau geteilt durch eine silberne, von oben gesehene Brücke (flach eingebogener Balken) mit zwei Pfeilern. Die Gemeindefarben sind Grün-Weiß-Blau.
Das einfache Wappenbild symbolisiert den schon zur Römerzeit im Zuge der Pyhrnstraße wichtigen Traunübergang. Die Farben Grün und Blau unterstreichen die beachtliche landwirtschaftliche Nutzfläche in der Gemeinde bzw. die Lage an dem bis vor wenigen Jahrzehnten noch sehr fischreichen Traunfluss, der die nördliche Grenze zur Bezirksstadt Wels bildet.

## Persönlichkeiten

### Ehrenbürger der Gemeinde
- 2019: Leo Jachs, Amtsleiter der Gemeinde Thalheim bei Wels 1987–2019[11]

### Söhne und Töchter der Gemeinde
- Joseph Freiherr von und zu Franckenstein (1910–1963), Altphilologe und NS-Gegner
- Franz Kalchmair (1939–2020), Opern- und Liedsänger
- Hubert Voraberger (1927–1996), Gewerkschafter und Politiker

### Mit der Gemeinde verbundene Persönlichkeiten
- KR Heinz Josef Angerlehner (* 1943), Industrieller, Kunstsammler, Gründer des Museum Angerlehner, Ehrenringträger
- Sabrina Filzmoser (* 1980), Judoka, Olympiateilnehmerin
- Günter Fronius (1907–2015), Gründer des Unternehmens Fronius International
- Ewald Lanzl, Gründer des Unternehmens Klipp Frisör
- Gregor M. Lepka (1936–2016), Autor
- Lydia Roppolt (1922–1995), Künstlerin, Werk: Glasfenster in der Filialkirche St. Ägyd
- Wolfgang Ludwig von Grünthal (1659–1726), Adeliger, Schlossherr von Schloss Ottsdorf
- Christian Wallner (1948–2010), Schriftsteller, Kolumnist & Kabarettist, Sohn des ehem. Bürgermeisters Günther Wallner

## Sonstiges
Im Jahr 1993 trat die Gemeinde dem Klima-Bündnis bei und hat sich als Mitgliedsgemeinde der kontinuierlichen Verminderung ihrer Treibhausgas-Emissionen verschrieben.